# Coded orthogonal frequency-division multiplexing
Le COFDM, introduit en 1986 par Michel Alard, est un procédé qui associe un codage de canal OFDM (orthogonal frequency-division multiplexing) et une modulation numérique des signaux individualisés (sous-porteuses multiples).

## Principe
Le principe de l'OFDM consiste à diviser le canal en sous-canaux et à effectuer une transmission sur chacun d'eux par modulation numérique. Cette méthode permet de corriger des multitrajets longs mais ne suffit pas si ces multitrajets sont forts, certaines fréquences (donc certains sous-canaux) peuvent alors être très fortement atténués. Si en plus le récepteur est fixe, comme c'est le cas par exemple pour la télévision terrestre, ces interférences vont se prolonger rendant impossible l'utilisation des sous-canaux concernés.
Afin de résoudre ce problème, COFDM utilise un codage correcteur d'erreur associé à un entrelacement entre fréquences. On parvient ainsi à se rapprocher des performances d'un canal sans écho.

## Applications

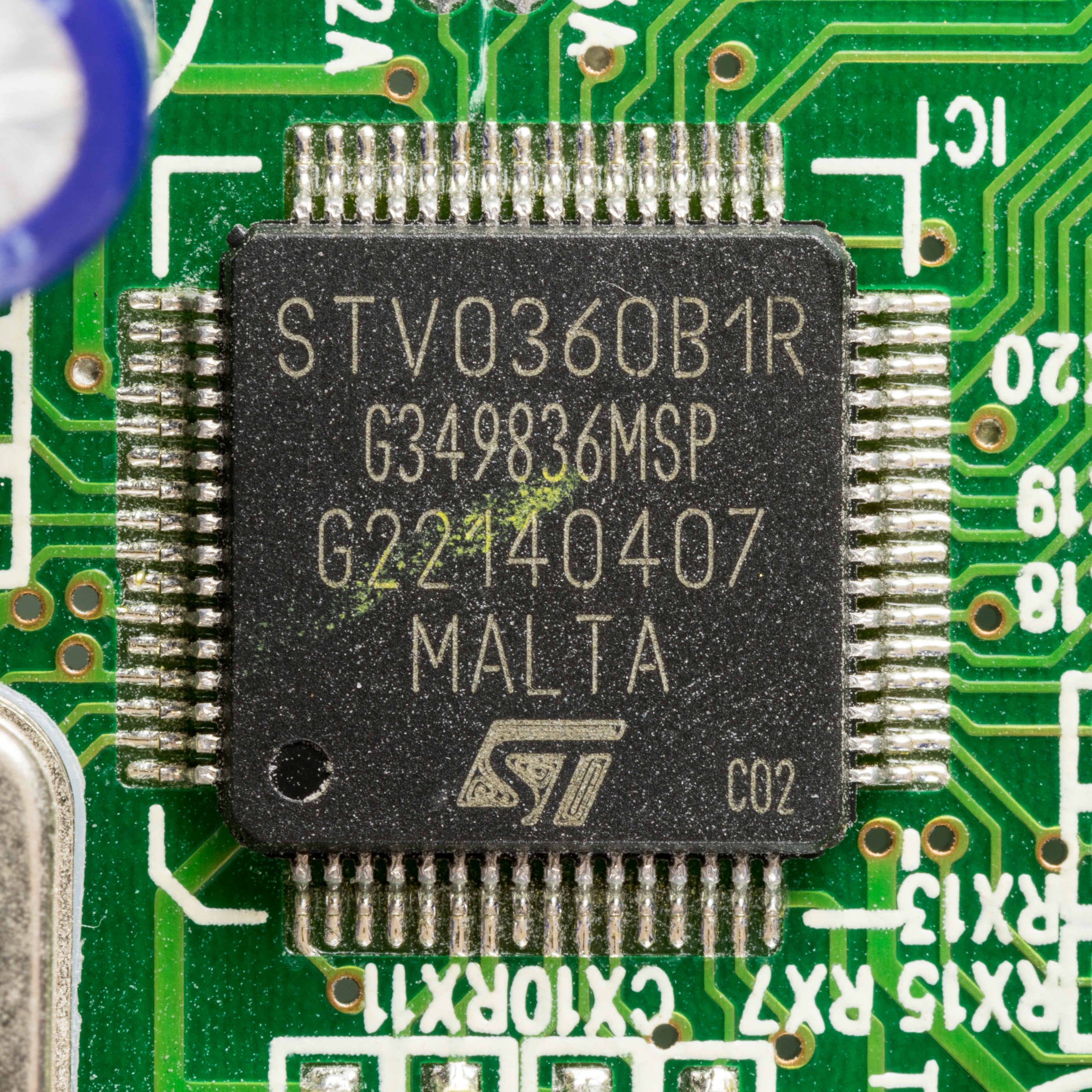
STMicroelectronics STV0360B1R - COFDM demodulator IC

Cette méthode est employée notamment par la norme DVB-T utilisée en France pour la télévision numérique terrestre.
Les systèmes de radiodiffusion numérique DAB, DAB+ et T-DMB utilisent également le procédé de codage de canal COFDM.